# Łódzki Ogród Botaniczny

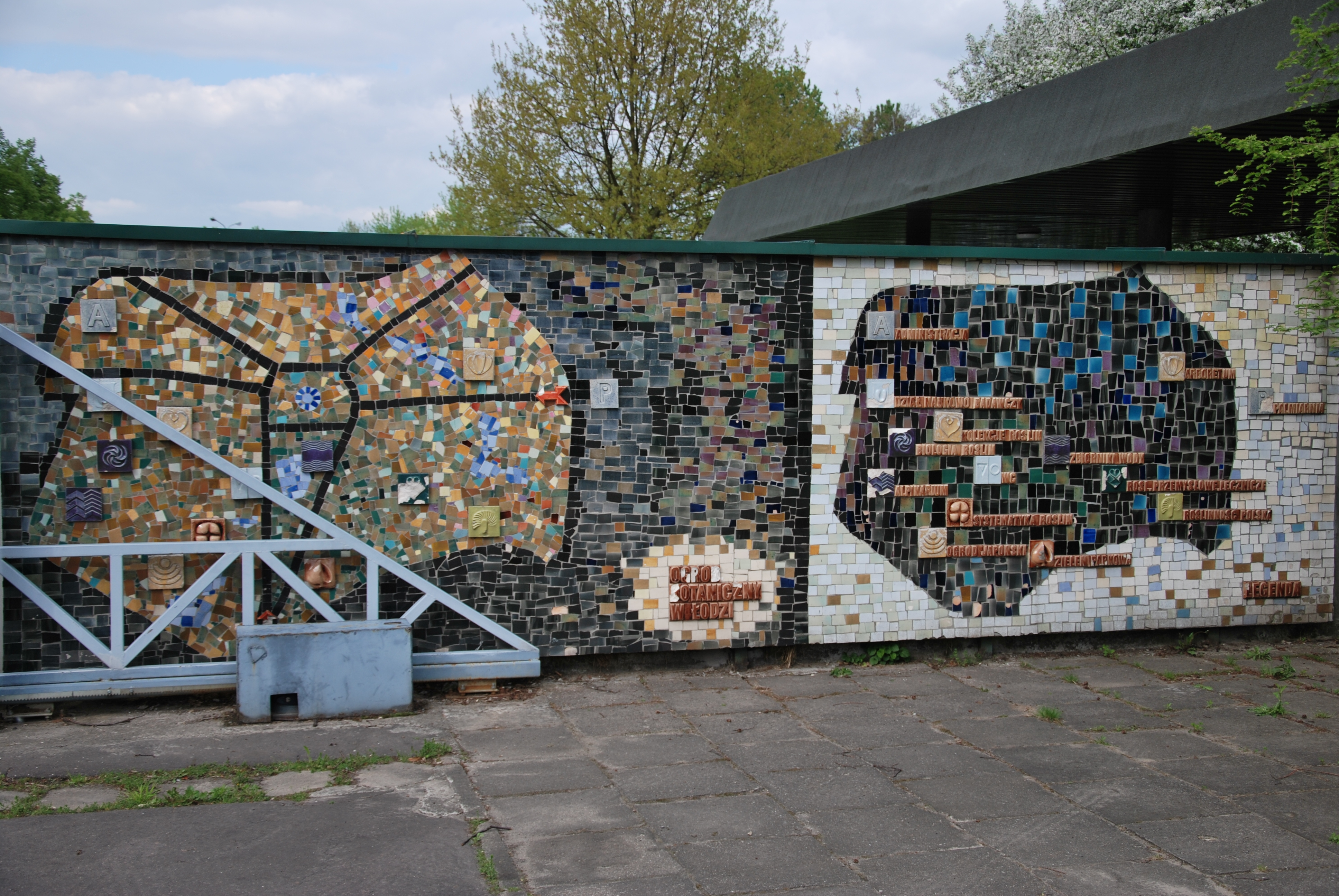
Mozaika – plan Ogrodu Botanicznego w Łodzi

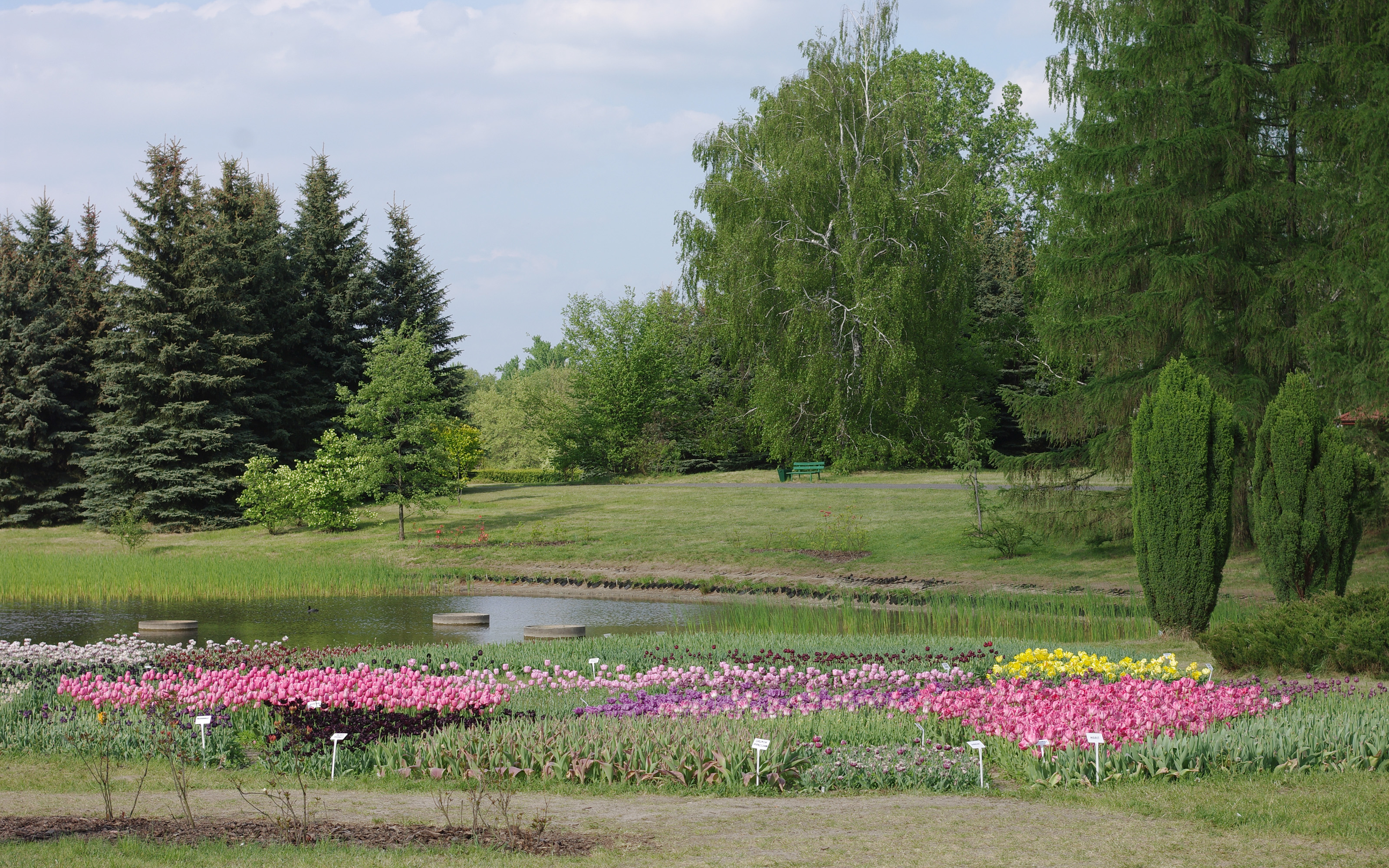
Kwitnące tulipany nad stawem

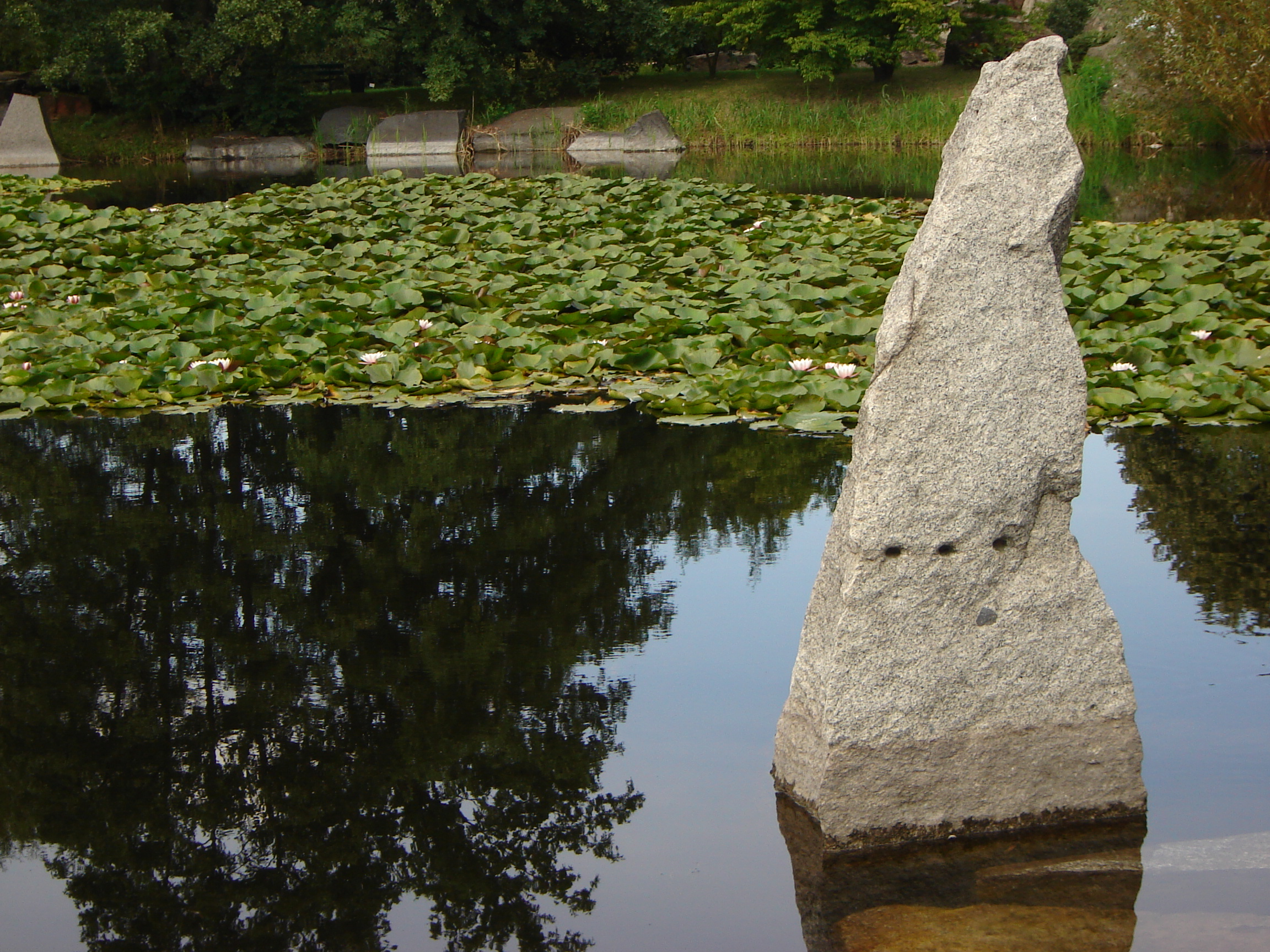
Staw w Łódzkim Ogrodzie Botanicznym

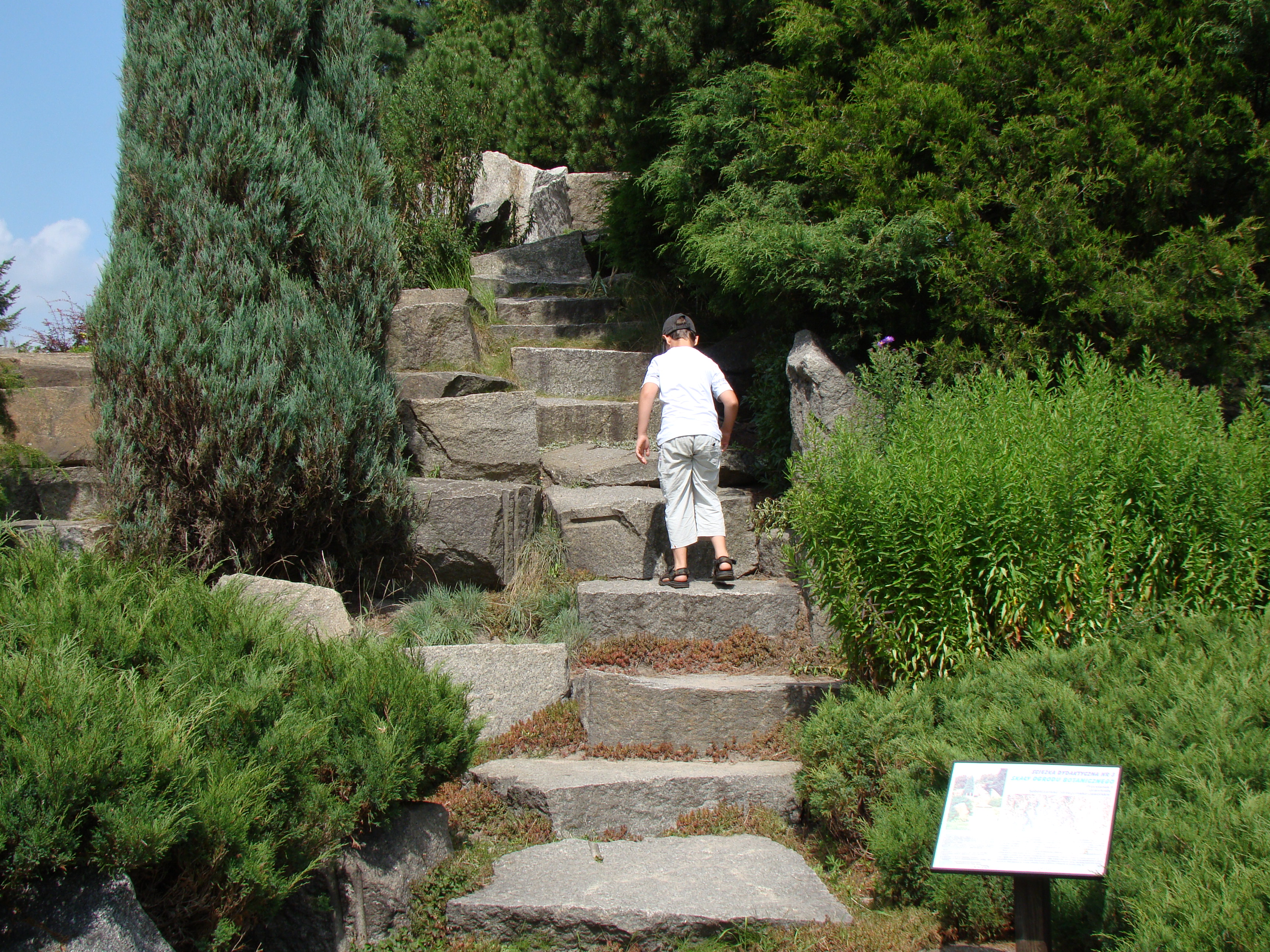
Skałki

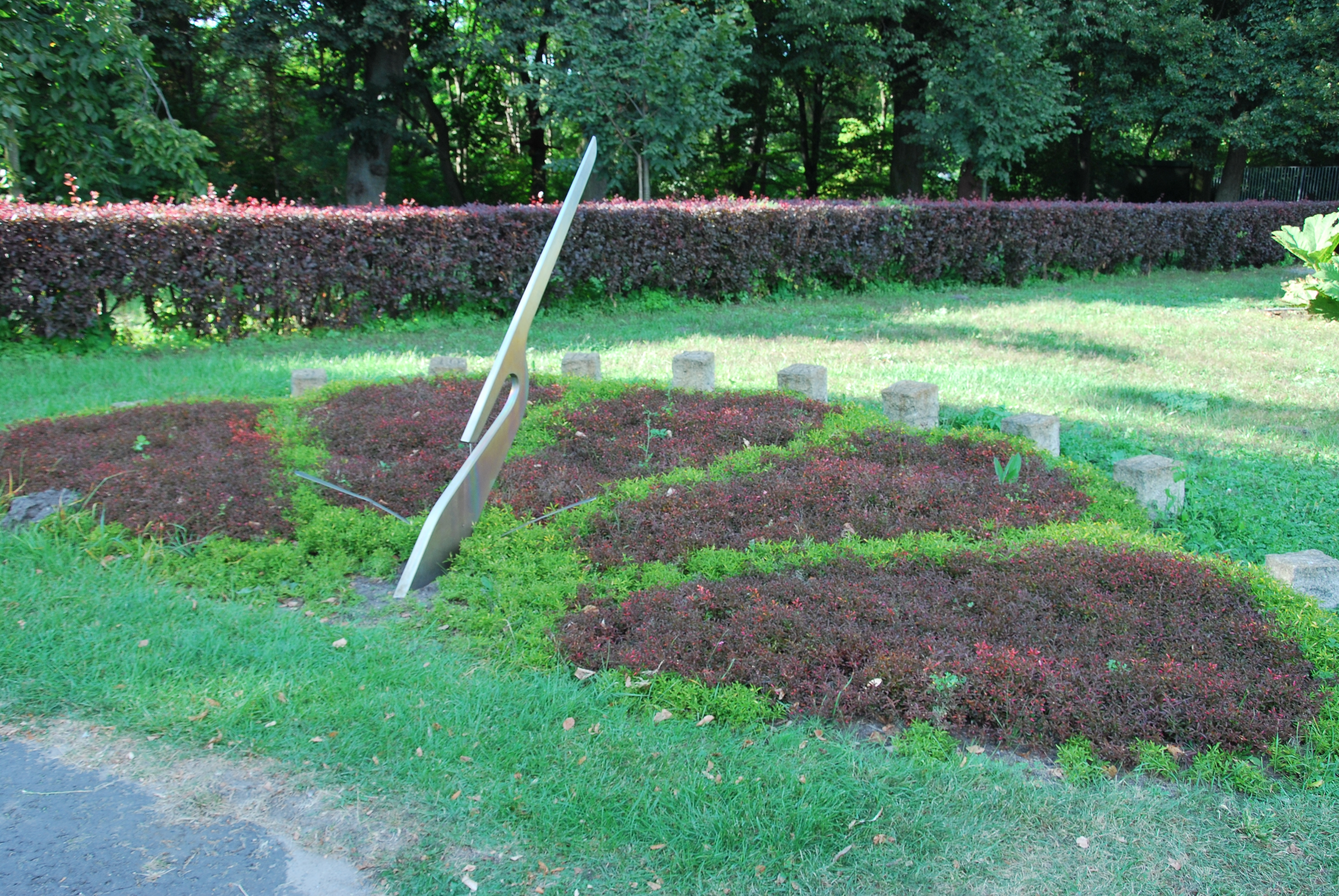
Zegar kwiatowy w Ogrodzie botanicznym w Łodzi

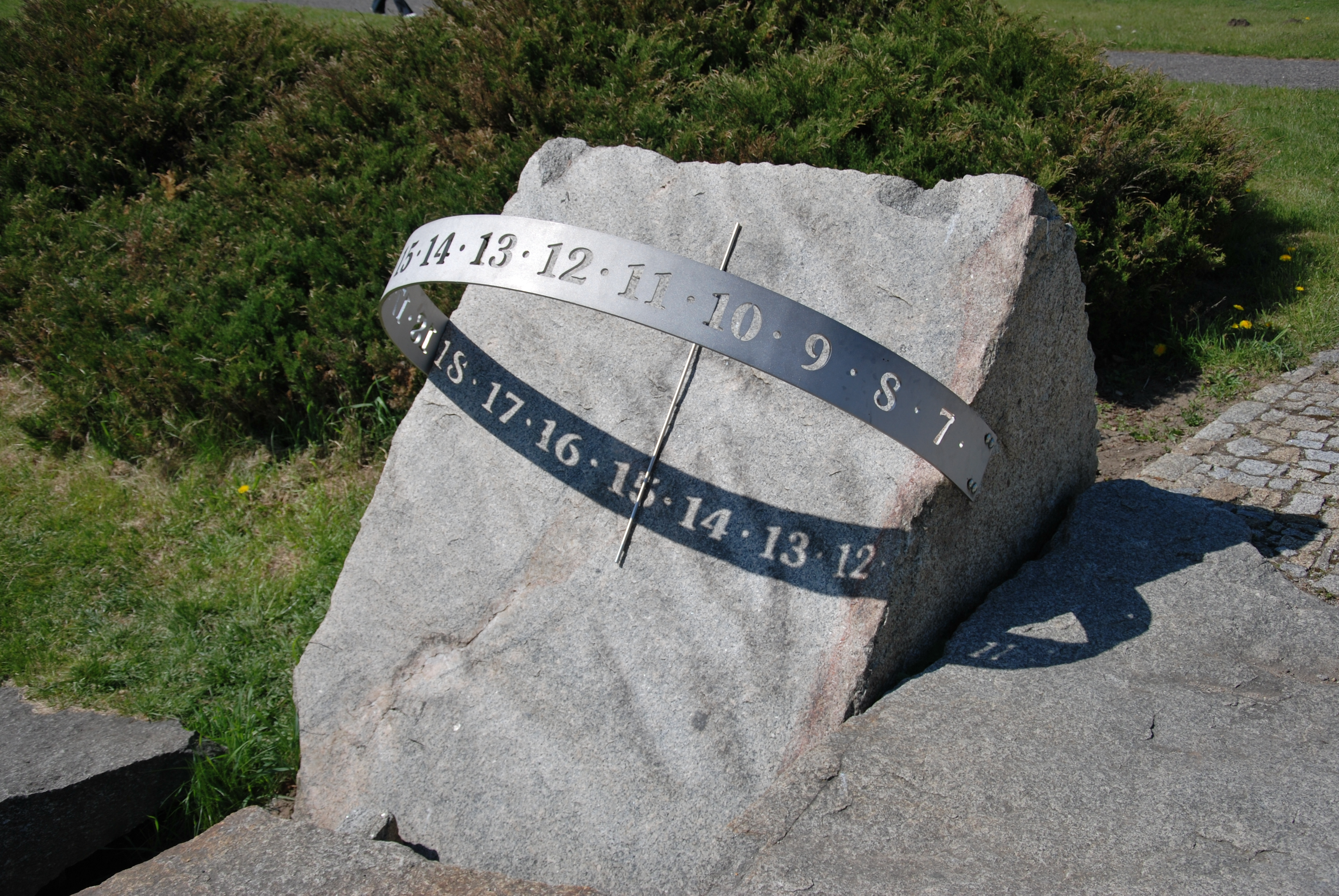
Równikowy zegar słoneczny w Ogrodzie Botanicznym w Łodzi

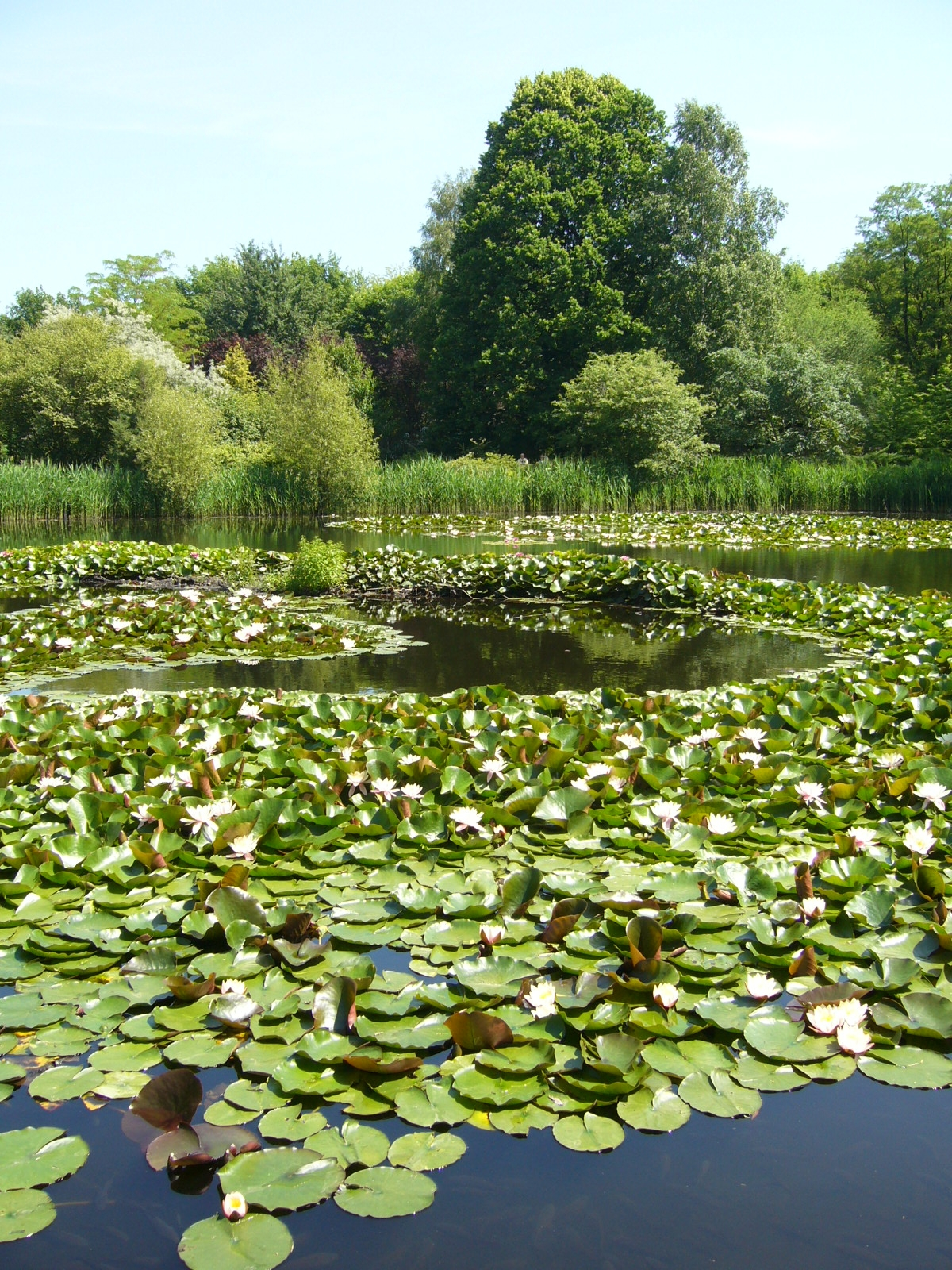
Staw z kwitnącymi nenufarami

Łódzki Ogród Botaniczny im. Jakuba Mowszowicza – ogród w Łodzi, powstał w roku 1929 na terenie parku Źródliska. Po zakończeniu II wojny światowej na obszarze przyległym do Parku na Zdrowiu rozpoczęto tworzenie nowego ogrodu botanicznego. Od 1988 patronem ogrodu jest Jakub Mowszowicz.
Powierzchnia ogrodu wynosi 67 ha (w tym 2 ha obejmujące pierwotny ogród botaniczny w Parku Źródliska i znajdującą się tam Palmiarnię).

## Lokalizacja
Ogród znajduje się w zachodniej części miasta w dzielnicy Polesie przy ul. Krzemienieckiej 36/38. Bramy wejściowe na teren ogrodu znajdują się przy ul. Krzemienieckiej (przy skrzyżowaniu z ul. Konstantynowską), Retkińskiej i Kusocińskiego.

## Historia
Projekt Ogrodu Botanicznego wraz z Palmiarnią został zawarty w planach Parku Ludowego na Zdrowiu, opracowanych w latach 30. XX wieku przez Stefana Rogowicza, dyrektora Plantacji Miejskich.
19 września 1946 roku na terenie szkółek miejskich (obecny teren Ogrodu) wydzielono z inicjatywy prof. Jana Muszyńskiego i prof. Jakuba Mowszowicza 1,3 ha powierzchni na Ogród Roślin Leczniczych, który stał się zalążkiem obecnego Ogrodu. Dla zwiedzających teren ten udostępniono 19 września 1946.
W 1947 roku ogłoszono konkurs na zaprojektowanie mierzącego 75 hektarów Ogrodu Botanicznego w Łodzi. Pierwszą nagrodę zdobyła praca "Flora" Władysława Niemirskiego i Alfonsa Zielonko z SGGW. Projektu jednak nie zrealizowano.
Samodzielną jednostkę, zwaną Miejskim Ogrodem Botanicznym w Łodzi, powołano do życia w 1953 r., ale dopiero w 1967 r. rozpoczęto budowę Ogrodu Botanicznego w takim kształcie, w jakim możemy go oglądać obecnie, według projektu inż. Henryka Tomaszewskiego z Biura Projektów Budownictwa Komunalnego w Łodzi. Teren ogrodu podzielono na kwatery o powierzchni 1 ha, wyrównano, poszerzono stawy, utworzono alpinarium i wybudowano szklarnie.
19 lipca 1973 r. została udostępniona zwiedzającym pierwsza część ogrodu o powierzchni ok. 20 ha. Prezentowała ona działy: flory polskiej, alpinarium, systematyki roślin zielnych i fragment działu zieleni parkowej. W kolejnych latach stopniowo zagospodarowywano dalsze części Ogrodu i udostępniano je zwiedzającym. Ogród od początku był ogrodzony, ale bezpłatny. Płatne bilety wprowadzono w drugiej połowie lat 80. z uwagi na liczne zniszczenia i kradzieże.
Integralną częścią Ogrodu Botanicznego jest Palmiarnia znajdująca się w Parku Źródliska oraz przylegający do niej Ogródek Dydaktyczny.
W chwili obecnej Ogród Botaniczny w Łodzi jest jednostką budżetową Urzędu Miasta Łodzi, bezpośrednio podlegającą Wydziałowi Ochrony Środowiska i Rolnictwa.

## Działy i kolekcje roślinne
Roślin zgromadzonych i wyhodowanych w Łódzkim Ogrodzie Botanicznym jest ponad 3500.
Prezentowane są w 9 działach tematycznych:
- Ogród japoński – teren położony nad dwoma niewielkimi stawami w części północno-wschodniej ogrodu o powierzchni 2 ha. Prezentowane są tu rośliny pochodzące z Japonii, Chin i innych krajów Dalekiego Wschodu,
- Dział systematyki roślin zielnych – dział o powierzchni 1,5 ha, położony w północno-wschodniej części Ogrodu,
- Alpinarium – teren górzysty ukształtowany z bloków skalnych z krętymi ścieżkami. Rosną tu m.in. dzwonki karpackie, floks szydlasty, dziewięćsił bezłodygowy, gęsiówka kaukaska, pigwowce, rododendrony, ostrokrzewy, modrzewie, jałowce, daglezje, świerki serbskie i kaukaskie, sosny, cisy, limba.
- Dział biologii i morfologii roślin – dział o powierzchni 7 ha, położony we wschodniej części Ogrodu. Rośnie to około 280 gatunków i odmian drzew i krzewów oraz ponad 440 taksonów roślin zielnych,
- Dział kolekcji roślin ozdobnych – dział o powierzchni 2,1 ha, położony w południowo-zachodniej części Ogrodu. Zgromadzono tu m.in. kolekcję róż, różaneczników oraz drzewa i krzewy iglaste,
- Dział zieleni parkowej – dział o powierzchni 9 ha, położony w centralnej części Ogrodu,
- Dział flory polskiej – dział o powierzchni 9,2 ha, położony w północno-zachodniej części Ogrodu na terenie dawnych szkółek miejskich,
- Dział roślin leczniczych i przemysłowych – najstarszy dział prezentujący często niepozorne rośliny, z których robi się syropy, wyciągi, esencje, nalewki czy napary np. dziurawiec, skrzyp, dziewanna, wiesiołek dwuletni, len, poziomka, czerwonolistna bazylia, rdest wężownik, bylica piołun, kminek, kokoryczka, mydlnica lekarska.
- Arboretum – największy dział o powierzchni 18,7 ha, zajmuje południową część Ogrodu.

## Działalność dydaktyczna i społeczna

### Ścieżki dydaktyczne
Od roku 2001 na terenie Ogrodu realizowany jest program tematycznych ścieżek dydaktycznych:
- Z chwastami za pan brat – ścieżka przybliżająca rośliny występujące pospolicie określane jako chwasty np. babka, glistnik jaskółcze ziele, pokrzywa.
- Nasze drzewa liściaste – ścieżka prezentująca rodzime gatunki drzew liściastych np. dąb szypułkowy, grab pospolity, wierzba biała, klon zwyczajny, klon jawor, brzoza brodawkowata, olsza szara, buk zwyczajny, lipa szerokolistna.
- Skały Ogrodu Botanicznego – ścieżka geologiczna ukazująca różnorodność skał i minerałów np. piaskowiec, wapienie, gnejsy, dioryty, granitoidy.
- Czasoprzestrzeń przyrodnicza – ścieżka dydaktyczna opisująca budowę i zasady działania różnych typów zegarów słonecznych. Tworzy ją sześć zegarów słonecznych: kwiatowy, obelisk z analemmą i hiperbolami zodiakalnymi, interaktywny, wielokrotny, analematyczny i równikowy, Pokazują one zależności pomiędzy porami roku i dnia a światem przyrody.
- Rośliny aromatyczne – ścieżka dydaktyczna prezentująca wybrane rośliny aromatyczne, ich budowę, zastosowanie oraz ciekawostki z nimi związane. Rosną tu: lawenda, szałwia, oregano, tymianek, rozmaryn.
- Rośliny cieniolubne – rosną tu gatunki, które dają sobie radę w półcieniu np. funkie.

## Dyrektorzy i kierownicy Łódzkiego Ogrodu Botanicznego
- Jan Muszyński – kierownik Zakładu Farmakognozji i Upraw Roślin Leczniczych
- Zofia Filarska[7]
- 1 stycznia 1970 – 31 marca 2008 – Janina Krzemińska-Freda[7]
- od 2008 – Dorota Mańkowska